# Sutton Hoo
Sutton Hoo is de plek in het graafschap Suffolk in Engeland waar in 1939 twee Angelsaksische begraafplaatsen werden ontdekt uit de 6de en 7de eeuw. De begraafplaatsen bleken een schat aan voorwerpen te bevatten en zijn van groot belang voor historici die de vroege middeleeuwen in Engeland bestuderen.

## Scheepsgraf
Een van de overledenen was begraven in een 27 meter lang schip. Hij had vele bijzondere grafgiften meegekregen, waaronder: een wapenuitrusting met onder meer een schild, harnas, helm en zwaard, verder nog sieraden en zilveren voorwerpen zoals schalen en lepels, en een harp met een tweetal bronzen ketels. Ook zijn er twee lepels uit de klassieke oudheid gevonden met de woorden 'Paulos en 'Saulos' erop. Deze lepels zouden doopgiften kunnen zijn geweest. Men vermoedt dat dit het scheepsgraf van de Angelsaksische koning Raedwald is.

## Galerij

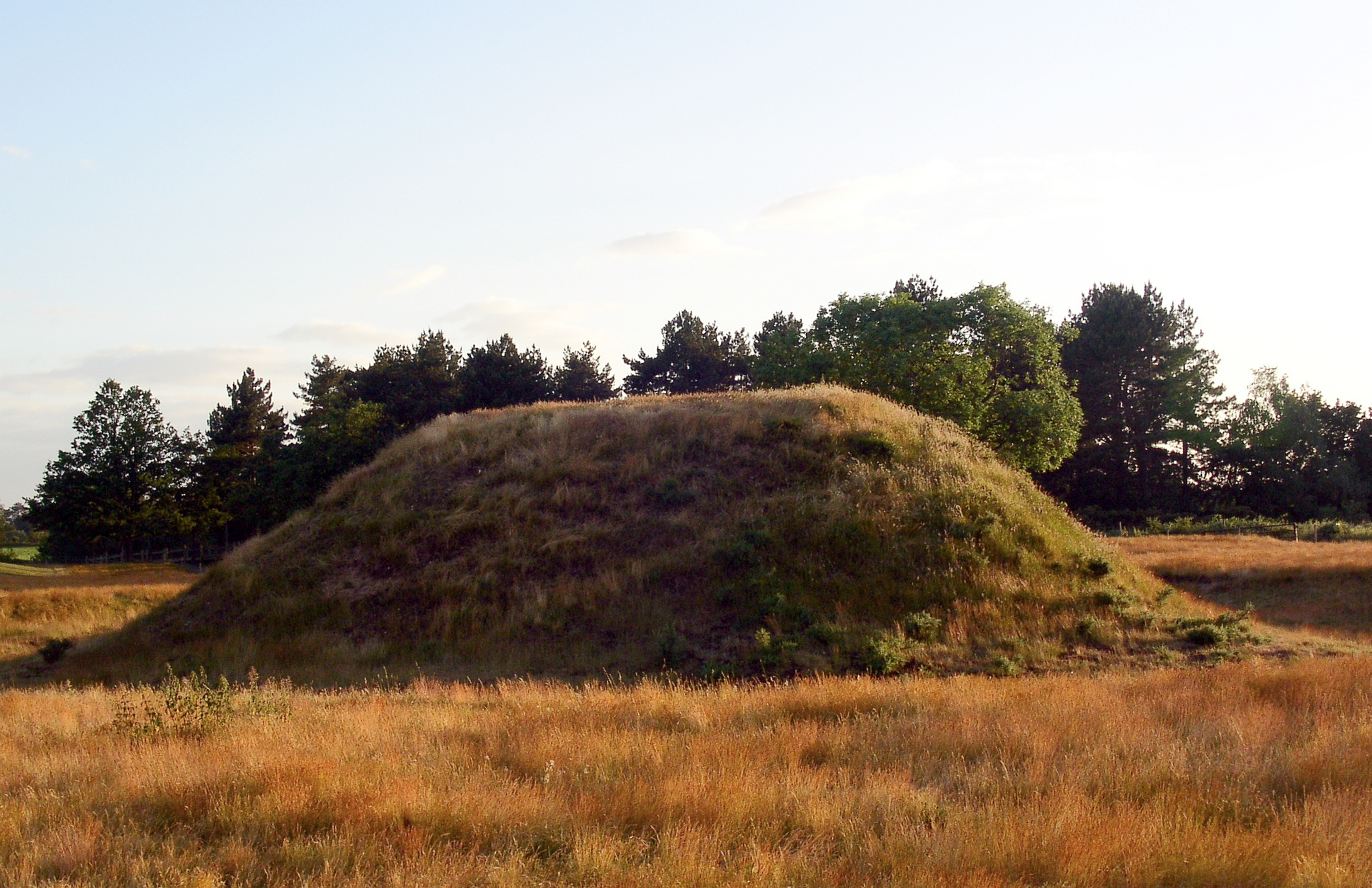
Grafheuvel 2 (gereconstrueerd) in Sutton Hoo
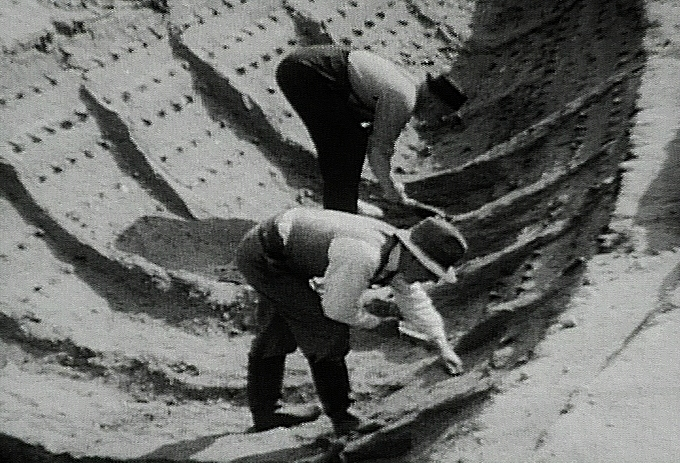
Beeld uit een filmopname van de opgraving in 1939
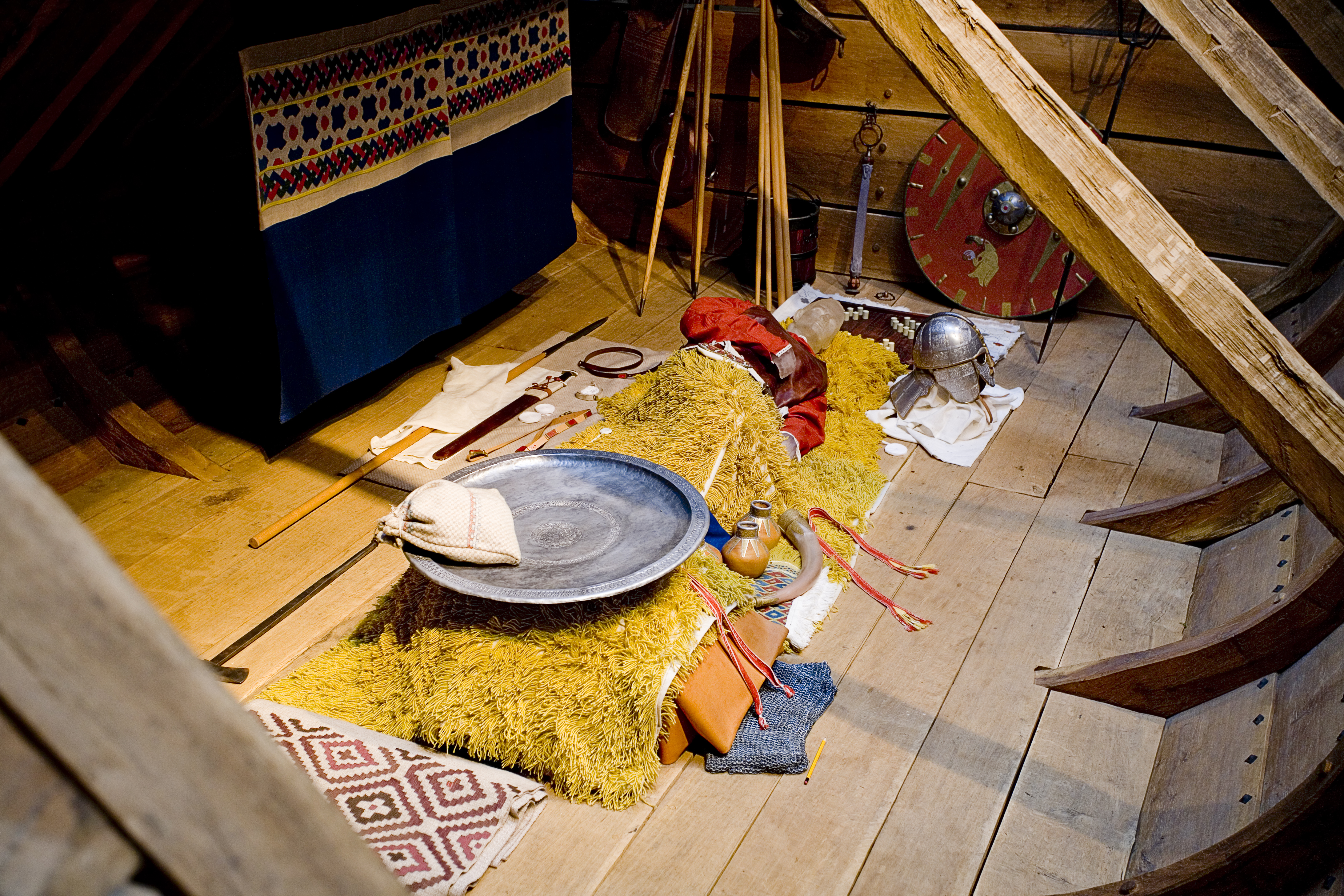
Reconstructie van de grafkamer van het scheepsgraf van Sutton Hoo, Sutton Hoo Exhibition Hall

## In populaire cultuur
Het verhaal van de opgraving is beschreven in de historische roman The Dig (2017) van John Preston, die in 2021 als gelijknamige film van Simon Stone (met onder meer Carey Mulligan en Ralph Fiennes) werd uitgebracht.